# Patrick W. Brown
Pour les articles homonymes, voir Brown.
Cet article possède un paronyme, voir Patrick Brown.
Patrick W. Brown (né le 26 mai 1978 à Barrie ou Toronto, en Ontario) est un avocat et homme politique canadien.

## Biographie

### Études
Brown étudie la science politique à l'Université de Toronto et est diplômé de l'école de droit de l'Université de Windsor.

### Carrière politique

#### Politique municipale
En 2000, alors âgé de 22 ans, il siège au conseil municipal de la ville de Barrie. Réélu en 2003, il occupe plusieurs postes sur divers comité, dont celui sur le budget. Son action l'amène aussi à s'occuper des soins de santé, bien que ce soit de compétence provinciale, afin de trouver une solution au manque de médecin de la communauté, via la fondation de la Physician Recruitment Task Force avec l'Hôpital Royal Victoria de Barrie.

#### Politique fédérale
De 2006 à 2015, il représente la circonscription de Barrie à la Chambre des communes du Canada sous la bannière du Parti conservateur du Canada. Il est chef du Parti progressiste-conservateur de l'Ontario du 9 mai 2015 au 25 janvier 2018. Le 25 janvier 2018, il renonce à la direction du Parti progressiste-conservateur de l'Ontario à la suite d'allégations d'inconduite sexuelle.